# Shamseddin Badran

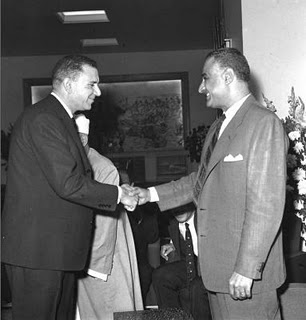
Badran (links) im Jahr 1963 mit Gamal Abdel Nasser

Schamseddin Badran (arabisch شمس بدران, * 19. April 1929; † 28. November 2020 in Plymouth, Vereinigtes Königreich) war ein ägyptischer Soldat und Politiker.

## Leben
Badran lernte seine Frau an der Amerikanischen Universität Kairo kennen und war Leiter des ägyptischen Generalstabes, bevor er im Herbst 1966 Verteidigungsminister unter Gamal Abdel Nasser wurde.
Vom 25. bis 28. Mai 1967 war Badran in Moskau. Alexei Nikolajewitsch Kossygin versicherte in einem durch Badran überbrachten Schreiben an Nasser, dass die Sowjetunion bei einem Konflikt in Palästina auf der Seite der Vereinigten Arabischen Republik stehen und kein Eingreifen irgendeines Staates erlauben würde. Er wurde für die ägyptische Niederlage im Sechstagekrieg verantwortlich gemacht.
Am 22. Januar 1968 begann in Kairo ein Prozess vor einem Revolutionstribunal wegen Hochverrats gegen Badran und Verschwörer. Badran wurde mit 53 weiteren Militärs, darunter dem Leiter des ägyptischen Geheimdienstes Salah Nasr, dem ehemaligen Generalmajor Othaman Nasr und dem früheren Innenminister Abbas Radwan wegen Hochverrat angeklagt und zu lebenslanger Haft verurteilt. 1976 begnadigte Anwar as-Sadat 30 Mithäftlinge, darunter Salah Nasr und Badran. Badran migrierte nach London.
Am 28. November 2020 starb Badran in einem Krankenhaus im britischen Plymouth; er hatte jedoch darum gebeten, in Ägypten begraben zu werden.